# Жак Ривет
Жак Ривет (на френски: Jacques Rivette) е френски режисьор и теоретик на киното. 

## Биография
Той е роден на 1 март 1928 година в Руан, Нормандия. През 50-те години работи като кинокритик и се превръща в един от идеолозите на Френската нова вълна. Самият той започва да се занимава сериозно с кинорежисура от края на 50-те години. Сред най-известните му филми са „Out 1“ (1971), „Селин и Жули се оплетоха в лъжи“ („Céline et Julie vont en bateau“, 1974) и „Красивата драка“ („La Belle Noiseuse“, 1991).

## Избрана филмография
| година | филм                            | оригинално заглавие            | бележки |
| ------ | ------------------------------- | ------------------------------ | ------- |
| 1971   | Селин и Жули се оплетоха в лъжи | Céline et Julie vont en bateau |         |
| 1991   | Красивата драка                 | La Belle Noiseuse              |         |